# Locul fosilifer Dealul Bujoarele
Locul fosilifer Dealul Bujoarele este o arie protejată de interes național ce corespunde categoriei a IV-a IUCN (rezervație naturală de tip paleontologic), situată în județul Tulcea, pe teritoriul administrativ al comunei Turcoaia.

## Localizare
Aria naturală se află în partea nord-vestică a județului Tulcea (în lunca stângă a Dunări, în Depresiunea Cerna-Mircea Vodă), în apropierea drumului național DN22D care leagă localitatea Cerna de orașul Măcin.

## Descriere
Rezervația naturală a fost declarată arie protejată prin Legea Nr.5 din 6 martie 2000, publicată în Monitorul Oficial al României, Nr.152 din 12 aprilie 2000 (privind aprobarea Planului de amenajare a teritoriului național - Secțiunea a III-a - zone protejate) și se întinde pe o suprafață de 8 ha..
Aria naturală reprezintă o zonă deluroasă (Dealul Bulgăresc, Dealul Bujoarele) ce adăpostește resturi de faună fosilă (crustacee, corali, moluște) atribuite perioadei geologice a devonianului, depozitate în stratele de șisturi argiloase, gresii și  cuarțite .